# Mr.Hood
Mr.Hood — дебютный альбом британо-американской хип-хоп группы KMD, выпущенный 14 мая 1991 года на лейбле Elektra. Альбом был записан в студии Calliope Studios в Нью-Йорке. Всю музыку в альбоме сделала сама группа.

## Трек лист
| №                   | Название                                 | Длительность |
| ------------------- | ---------------------------------------- | ------------ |
| 1.                  | «Mr. Hood at Piocalles Jewelry/Crackpot» | 2:49         |
| 2.                  | «Who Me?»                                | 3:32         |
| 3.                  | «Boogie Man!»                            | 3:49         |
| 4.                  | «Mr. Hood Meets Onyx»                    | 2:13         |
| 5.                  | «Subroc's Mission»                       | 4:00         |
| 6.                  | «Humrush»                                | 3:26         |
| 7.                  | «Figure of Speech»                       | 3:44         |
| 8.                  | «Bananapeel Blues»                       | 3:55         |
| 9.                  | «Nitty Gritty»                           | 5:35         |
| 10.                 | «Trial 'N Error»                         | 4:09         |
| 11.                 | «Hard Wit No Hoe»                        | 3:53         |
| 12.                 | «Mr. Hood Gets a Haircut»                | 1:18         |
| 13.                 | «808 Man»                                | 3:53         |
| 14.                 | «Boy Who Cried Wolf»                     | 3:36         |
| 15.                 | «Peachfuzz»                              | 4:00         |
| 16.                 | «Preacher Porkchop»                      | 2:43         |
| 17.                 | «Soulflexin'»                            | 3:52         |
| 18.                 | «Gasface Refill" (Bonus track)»          | 3:45         |
| Общая длительность: | Общая длительность:                      | 1:03:47      |

### Участники записи
- Даниель Думилье (MF Doom) — MC, продюсер, битмейкер
- DJ Subroc — MC, продюсер, битмейкер
- Onyx — MC, продюсер, битмейкер